# 第29普通科連隊
第29普通科連隊（だいにじゅうきゅうふつうかれんたい、JGSDF 29th Infantry Regiment）は、陸上自衛隊倶知安駐屯地（北海道虻田郡倶知安町）に駐屯していた第11師団隷下の普通科連隊で1996年（平成8年）3月に廃止された。

## 概要
連隊長は1等陸佐（二）が充てられ、連隊本部、本部管理中隊、4個の普通科中隊および重迫撃砲中隊で編成されていた。
中期防衛力整備計画（平成8年 - 12年）において削減の対象となり廃止された。
本連隊の人員（廃止時の所属人員の約半数）は廃止後、倶知安駐屯地勤務を希望する約350名のうち250名余りが職種転換教育を受けた後に第11対戦車隊・函館駐屯地より移駐した第28普通科連隊第4普通科中隊・第13施設群第343施設中隊（現在は第13施設群第361施設中隊）・第1陸曹教育隊上級陸曹教育中隊・倶知安駐屯地業務隊等の所属人員として同駐屯地で運用されていたが、このうち第28普通科連隊第4普通科中隊は2008年（平成20年）3月をもって第11対戦車隊と合併、北部方面対舟艇対戦車隊に改編された。

## 沿革
第18普通科連隊第2大隊
- 1955年（昭和30年）9月10日：第18普通科連隊第2大隊が真駒内駐屯地から倶知安駐屯地に移駐。
- 1956年（昭和31年）1月25日：第7混成団新編に伴い、隷下に編入。

第29普通科連隊
- 1962年（昭和37年）1月18日：第18普通科連隊第2大隊を母体として第29普通科連隊が倶知安駐屯地において編成完結。第11師団隷下に編入。
- 1989年（平成元年）3月24日：第11師団改編により、自動車化連隊に改編。
- 1993年（平成05年）7月：北海道南西沖地震発生により災害派遣出動。
- 1996年（平成08年）
  - 2月：豊浜トンネル岩盤崩落事故により災害派遣出動。
  - 3月15日：連隊旗返納行事を挙行、第11師団長へ廃止準備完了報告を行い、防衛政務官へ連隊旗を返納[注釈 2]。
  - 3月29日：第29普通科連隊（倶知安駐屯地）が廃止。35年の歴史に幕を閉じる。

## 廃止時の部隊編成
- 第29普通科連隊本部
- 本部管理中隊「29普-本」
  - 中隊本部：82式指揮通信車
  - 連隊本部班
  - 情報小隊：73式小型トラック、偵察用オートバイ
  - 施設作業小隊：小型ドーザ、バケットローダー等
  - 通信小隊
  - 管理整備小隊：3 1/2tトラック等
  - 衛生小隊：1トン半救急車
- 第1普通科中隊「29普-1」：60式自走106mm無反動砲、64式81mm迫撃砲
- 第2普通科中隊「29普-2」：60式自走106mm無反動砲、64式81mm迫撃砲
- 第3普通科中隊「29普-3」：60式自走106mm無反動砲、64式81mm迫撃砲
- 第3普通科中隊「29普-4」：60式自走106mm無反動砲、64式81mm迫撃砲
- 重迫撃砲中隊「29普-重」：107mm迫撃砲

## 歴代の連隊長
| 代 | 氏名       | 在職期間                        | 前職                                    | 後職                                     |
| -- | ---------- | ------------------------------- | --------------------------------------- | ---------------------------------------- |
| 01 | 山崎万造   | 1962年01月18日 - 1963年03月15日 | 第18普通科連隊付                        | 第1師団司令部幕僚長                      |
| 02 | 鈴木義雄   | 1963年03月16日 - 1965年07月15日 | 中央資料隊長                            | 中央調査隊長                             |
| 03 | 安藤六人   | 1965年07月16日 - 1967年07月16日 | 陸上幕僚監部付                          | 自衛隊愛知地方連絡部長                   |
| 04 | 外山倉之助 | 1967年07月17日 - 1969年07月15日 | 陸上幕僚監部付                          | 第9師団司令部幕僚長                      |
| 05 | 青木修兵衛 | 1969年07月16日 - 1971年07月15日 | 第3教育団本部訓練科長                   | 東部方面総監部厚生課長                   |
| 06 | 中田九十郎 | 1971年07月16日 - 1973年07月15日 | 東部方面総監部第2部勤務                 | 檜町警備隊長                             |
| 07 | 岩本琢治   | 1973年07月16日 - 1975年07月15日 | 北部方面総監部総務課長                  | 陸上自衛隊幹部学校教育部教務課長         |
| 08 | 渡邉祐     | 1975年07月16日 - 1977年03月15日 | 陸上幕僚監部第4部勤務                   | 陸上幕僚監部第5部訓練演習班長            |
| 09 | 谷脇憲司   | 1977年03月16日 - 1978年07月31日 | 空挺教育隊長                            | 第1空挺団副団長                          |
| 10 | 山口恰     | 1978年08月01日 - 1980年07月31日 | 中部方面総監部人事部人事課長            | 陸上幕僚監部監理部総務課 庶務班長        |
| 11 | 山本幸彦   | 1980年08月01日 - 1982年03月15日 | 陸上幕僚監部防衛部運用課 運用第2班長    | 第7師団司令部幕僚長                      |
| 12 | 吉川郁夫   | 1982年03月16日 - 1984年03月15日 | 西部方面総監部防衛部防衛課長            | 陸上自衛隊幹部学校研究員                 |
| 13 | 花岡正明   | 1984年03月16日 - 1986年07月31日 | 中部方面総監部防衛部訓練課長            | 東部方面総監部防衛部長                   |
| 14 | 藤縄祐爾   | 1986年08月01日 - 1988年03月15日 | 北部方面総監部防衛部防衛課長            | 陸上幕僚監部教育訓練部訓練課長           |
| 15 | 藤野憲     | 1988年03月16日 - 1990年04月15日 | 陸上幕僚監部教育訓練部訓練課 評価班長   | 自衛隊茨城地方連絡部長                   |
| 16 | 洗堯       | 1990年04月16日 - 1991年06月30日 | 陸上幕僚監部防衛部防衛課 編成班長       | 陸上幕僚監部人事部人事計画課長           |
| 17 | 山下輝男   | 1991年07月01日 - 1994年06月30日 | 陸上幕僚監部人事部募集課 総括班長       | 中部方面総監部防衛部長                   |
| 末 | 笠原直樹   | 1994年07月01日 - 1996年03月28日 | 陸上幕僚監部調査部調査第2課 調査第2班長 | 統合幕僚会議事務局第3幕僚室 指揮調整班長 |